# Wake Village, Texas
Wake Village là một thành phố thuộc quận Bowie, tiểu bang Texas, Hoa Kỳ. Năm 2010, dân số của xã này là 5492 người.

## Dân số
- Dân số năm 2000: 5129 người.
- Dân số năm 2010: 5492 người.